# Zbraslavice
Zbraslavice település Csehországban, a Kutná Hora-i járásban. Zbraslavice Pertoltice, Bohdaneč, Černíny, Chlístovice, Čestín, Zruč nad Sázavou, Štipoklasy, Řendějov és Slavošov településekkel határos. Lakosainak száma 1406 fő (2024. január 1.).

## Népesség
A település lakosságának változását az alábbi diagram mutatja:
| Lakosok száma | 3478 | 2894 | 2796 | 1876 | 1619 | 1377 | 1385 | 1373 | 1379 | 1406 |
|               | 1869 | 1900 | 1921 | 1961 | 1980 | 2011 | 2016 | 2019 | 2021 | 2024 |